# Südjemenitischer Dinar
Der Südjemenitische Dinar oder Jemen-Dinar (arabisch دينار يمني, DMG dīnār yamanī) ist eine historische Währungseinheit, die von 1965 bis 1996 im Südjemen in Gebrauch war. Die Währung wurde am 1. April 1965 als Südarabischer Dinar für das britische Protektorat von Südarabien (sogenannte Ostprotektorate) und die ebenfalls unter britischer Oberherrschaft stehende Südarabische Föderation (die sogenannten Westprotektorate mit Aden) geschaffen. Nach Gründung der Volksrepublik Jemen im Jahre 1967 wurde die Währung unverändert weiterverwendet. In den ersten Jahren nach der 1990 erfolgten Vereinigung des Jemen blieb der Dinar vor allem in den südlichen Landesteilen weiter in Umlauf, erst am 11. Juni 1996 wurde er als gesetzliches Zahlungsmittel zurückgezogen.

## Vorgeschichte
Aden gehörte bis 1937 zu Britisch-Indien und verwendete die indische Währung; auch nach der Errichtung der Kolonie Aden blieb die indische Rupie in Umlauf. Nach dem Zweiten Weltkrieg wurden die britischen Kolonien in Ostafrika wichtigster Handelspartner und 1951 löste der Ostafrikanische Schilling die Rupie als Währung ab. In den abgelegenen Sultanaten des gebirgigen Hinterlandes, die als Protektorate nur unter einer indirekten britischen Herrschaft standen, wurden auch der Maria-Theresien-Taler und andere Silbermünzen als Zahlungsmittel verwendet. Zur Vorbereitung der Unabhängigkeit Adens und der umliegenden Protektorate wurde 1964 die South Arabian Currency Authority gegründet, die 1965 die neue Dinar-Währung einführte.

## Banknoten und Münzen
Der Jemen-Dinar wurde in 1.000 Fils unterteilt und im Verhältnis 1 Dinar zu 20 Schilling eingeführt. Da 20 Ostafrikanische Schilling einem Pfund Sterling entsprachen, bestand eine Wechselkursparität zwischen Dinar und Pfund.
Banknoten wurden ursprünglich in den Wertstufen 250 Fils, 500 Fils, 1, 5 und 10 Dinar sowie Münzen zu 1 (Aluminium), 5 (Bronze), 25 und 50 Fils (jeweils Kupfer-Nickel) ausgegeben. Hergestellt wurden die Banknoten von der Firma De La Rue. Diese Banknoten und Münzen wurden unverändert nach der Unabhängigkeit der Volksrepublik Jemen am 30. November 1967 weiterverwendet. Erst 1971 wurde die arabische und englische Inschrift der Münzen in Demokratisches Jemen, 1973 in Volksdemokratische Republik Jemen geändert und höhere Werte zu 100 und 250 Fils ausgegeben. Eine neue Banknotenserie, emittiert von der Bank of Yemen in Aden erschien 1984 und wies nur geringe Unterschiede zur ersten Serie auf. Es fehlte allerdings die Banknote zu 250 Fils, da für diese Wertstufe mittlerweile eine Münze erschienen war.

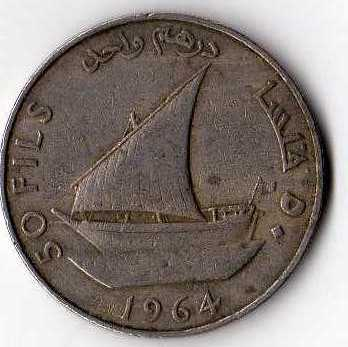
50 Fils, Prägejahr 1964, Avers
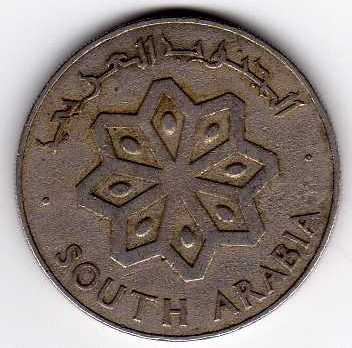
50 Fils, Prägejahr 1964, Revers
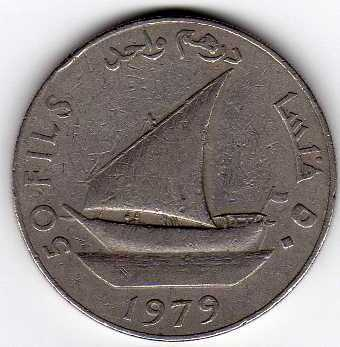
50 Fils, Prägejahr 1979, Avers
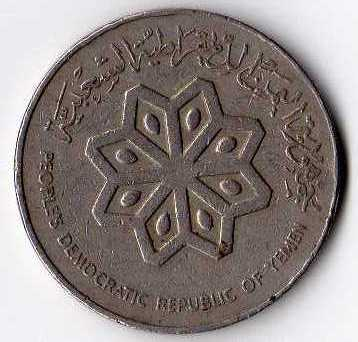
50 Fils, Prägejahr 1979, Revers

Nach der Vereinigung beider Jemen im Mai 1990 wurden alle Bargeldbestände der Bank of Yemen von Aden zur Central Bank of Yemen nach Sanaa transportiert und von dort ausgegeben. Der südjemenitische Dinar blieb noch bis Juni 1996 als gesetzliches Zahlungsmittel im Umlauf, der Wert eines Dinar entsprach 26 Jemen-Rial.